# Carnaval Festival
Carnaval Festival est un parcours scénique du parc d'attractions néerlandais Efteling. Conçue par l'auteur de films d'animation Joop Geesink - aussi connu en tant que créateur de Loeki le lion - l'attraction ouvre en 1984 peu après le décès de son père spirituel.

## Présentation

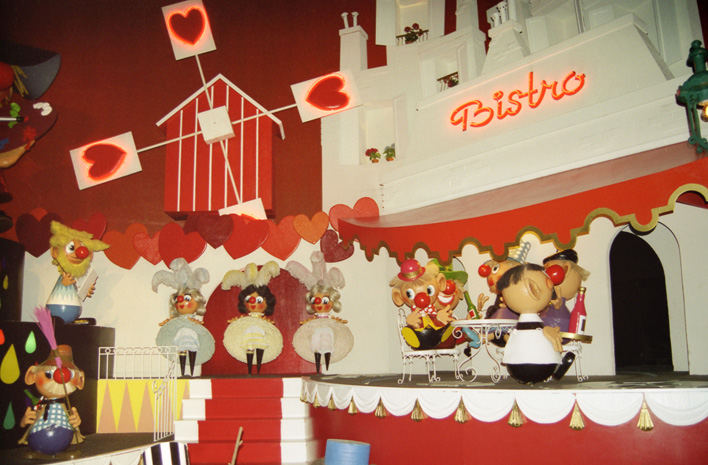
Scène illustrant la France.

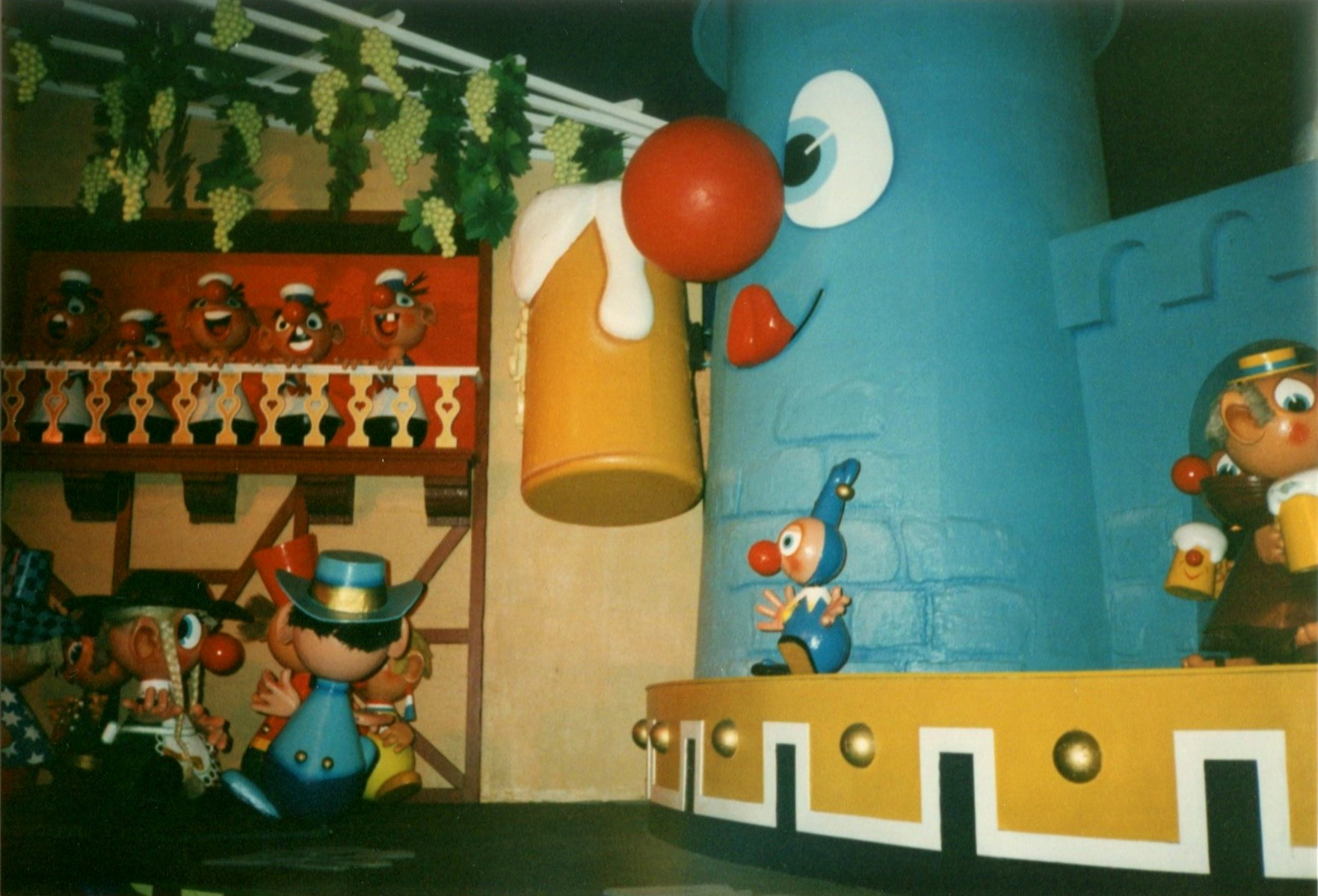
En Allemagne, avec le 1er Jokie en bleu, de 1984 à 2005.

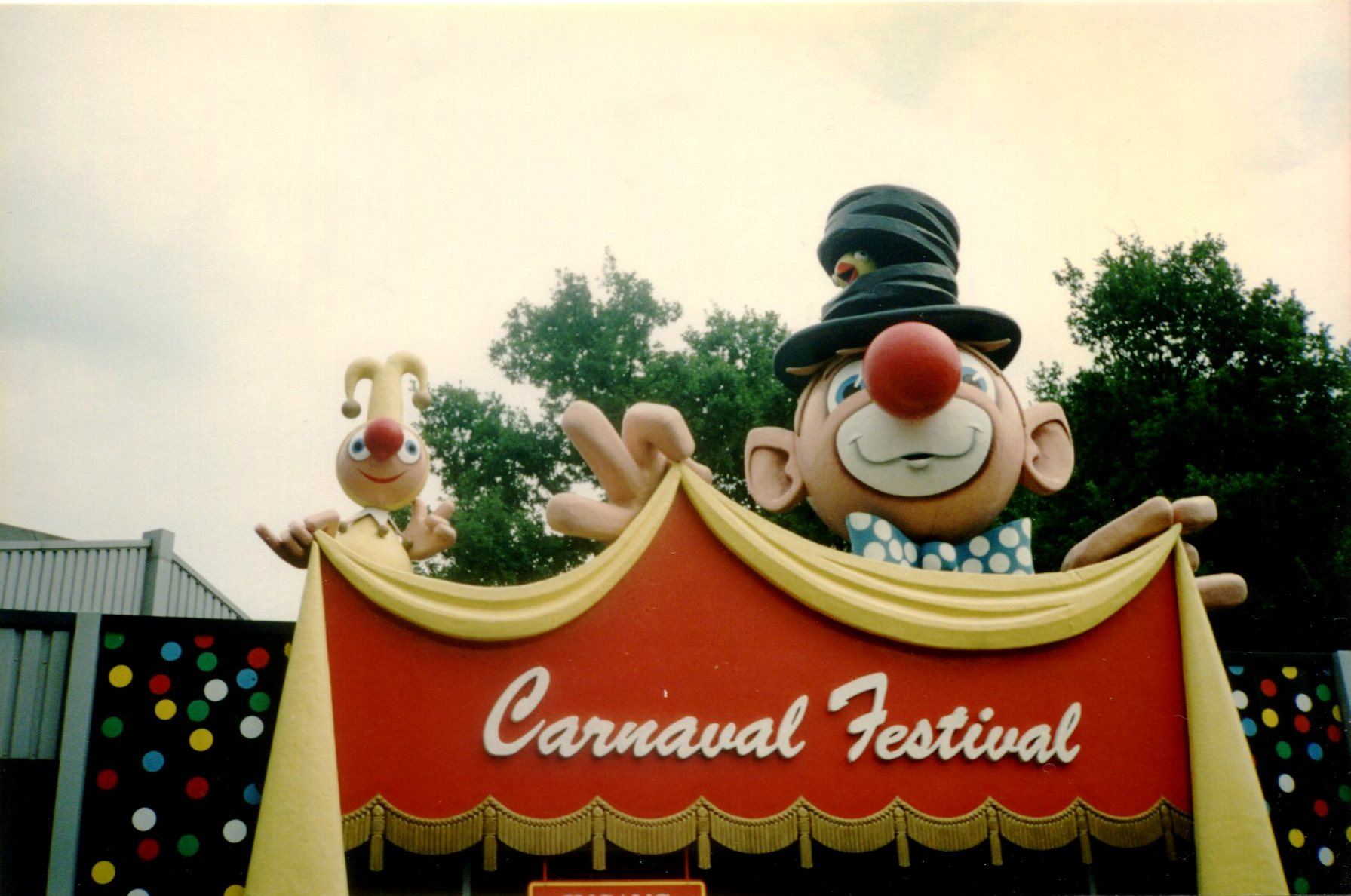
La première entrée, 1993.

Carnaval Festival représente un tour du monde des fêtes et célébrations. Le visiteur passe par quinze pays, continent, région ou État. L'attraction est originale, mais influencée par le parcours scénique des parcs Disney It's a Small World tout en étant plus cocasse.
Dans Carnaval Festival, le passager est assis dans un wagonnet qui se déplace en omnimover dans plusieurs tableaux remplis d’humour. Ceux-ci représentent différents peuples animés par des animatroniques au style simplifié et cartoon. Mack Rides est le constructeur du système de transport. L'attraction voisine Sirocco a également été construite par Mack. La visite est accompagnée par la bande-son entraînante créée par Ruud Bos et Toon Hermans. L’hôte de l’attraction est Jokie de Prrretneus (« Jokie le Rrrigolo » ou « Jokie le Nez rrrouge » en français), une poupée carnavalesque qui est aussi un prototype pour la mascotte d’Efteling, Pardoes. D'ailleurs, Jokie fut la mascotte de l'attraction ainsi que d'Efteling jusqu'à la création de Pardoes. Entre 2005 et 2011, Loeki le lion fait son apparition dans l'attraction et devient le personnage central, reléguant Jokie en seconde position.
L'objectif de Geesink était de créer une attraction drôle en présentant de manière ludique différentes cultures habitées par des personnages robotisés. Un autre nom avait été envisagé pour l’attraction : Carnaval Festijn (Carnaval Festin). À l’ouverture, l’attraction était le plus grand spectacle de poupées d’Europe. Carnaval Festival est caractéristique des années quatre-vingt car Efteling évolue et les dirigeants veulent que celui-ci soit plus qu’un parc de contes.
La construction de Carnaval Festival fut réellement rapide. En septembre 1983, il fut décidé de l’arrivée de l’attraction dans le parc et au début de la saison 1984 elle avait déjà été ouverte, sans même dépasser le budget. L'attraction est dotée d'un système de photo on ride. Carnaval Festival est d'ailleurs la première attraction d’Efteling dotée d’un tel système. Ce système se trouvait au début du trajet, mais fut déplacé en 1986 juste avant le dernier tableau. Une fontaine de grenouilles était présente devant le bâtiment ; celle-ci fut supprimée en 1987. Le café voisin le Feestneus (nez festif) subit le même sort en 1997.

Logo de la série Jokie.

Pour l’ouverture de Vogel Rok en avril 1998, l’entrée fut déplacée. Les dirigeants profitèrent de ces travaux pour doter la file d’attente d’un toit. La façade de la boutique voisine, Jokies Wereld (« Le monde de Jokie » en français), est décorée selon le thème de Carnaval Festival. La boutique est dédiée à la mascotte de l'attraction. Durant l'hiver 2011 - 2012, un automate de Saint-Nicolas prend place dans le tableau des Pays-Bas.
La série d'animation 3D Jokie est diffusée depuis 2012 sur RTL Telekids et vtmKzoom. Dérivée de l'attraction Carnaval Festival, elle conte les voyages de sa mascotte Jokie autour du monde. Doublée en français, la chaîne belge Club RTL propose ce programme depuis avril 2014.
Carnaval Festival est situé dans la section Reizenrijk du parc. Appelé en français « Royaume du Voyage » ou encore « Royaume de l'Aventure », il se trouve dans la partie septentrionale du parc. Cette partie est celle des voyages : autour du monde, dans les airs, dans le noir ou sur l'eau.

## L'attraction

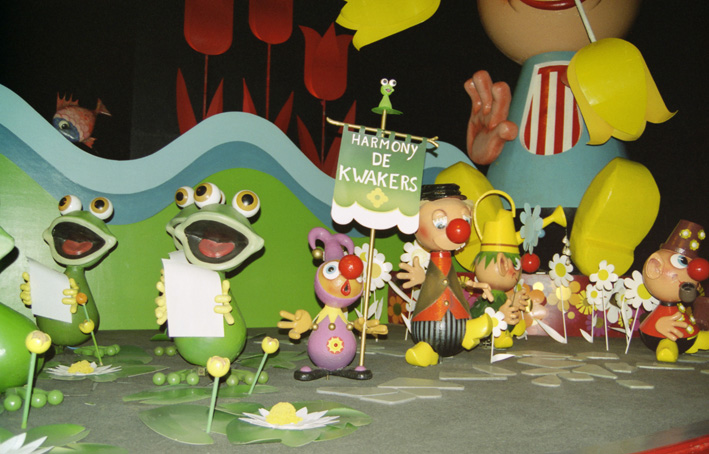
Chorale de grenouilles et Jokie en mauve aux Pays-Bas.

### Parcours

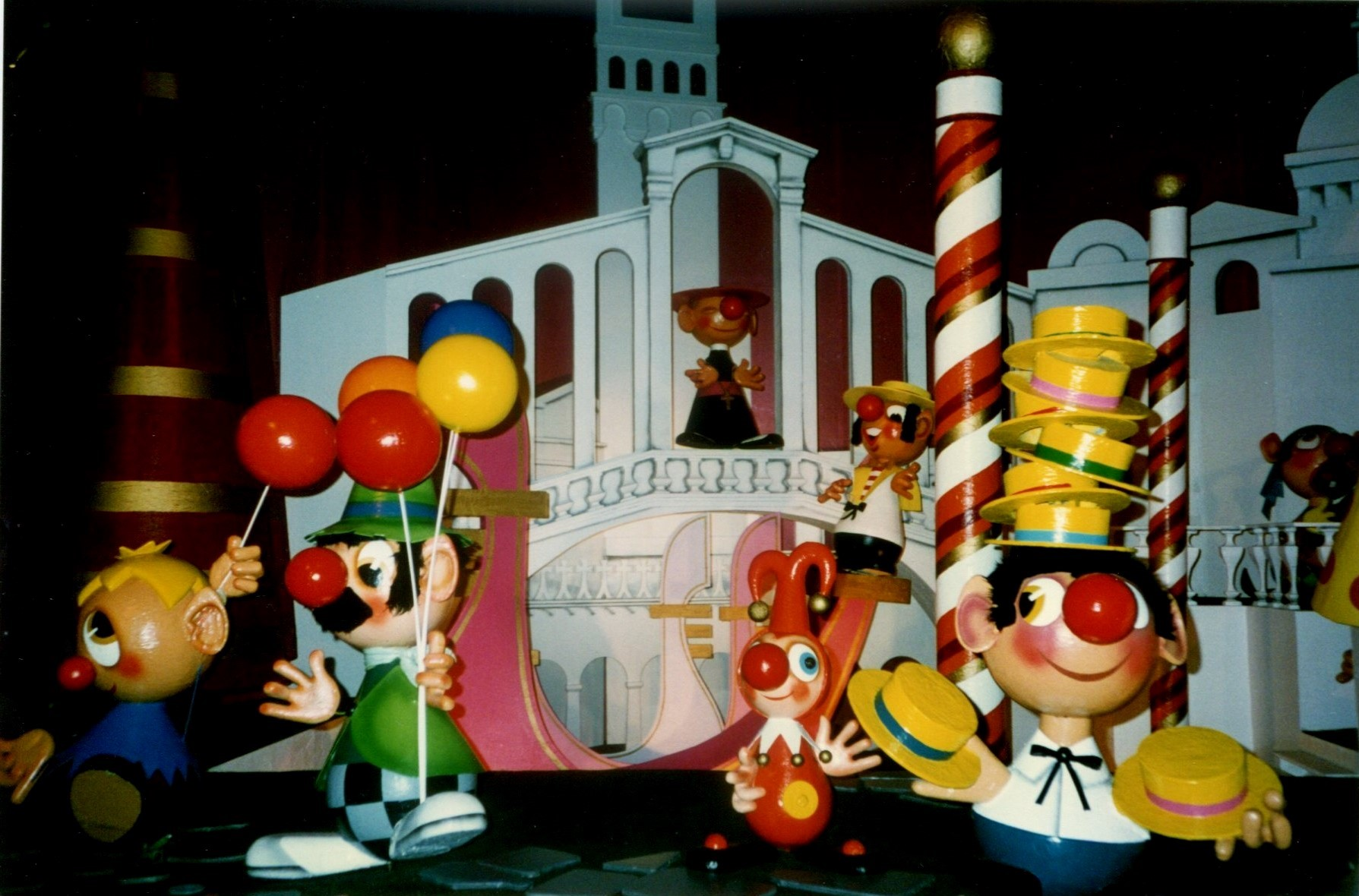
L'Italie avec le 1er Jokie, 1994.

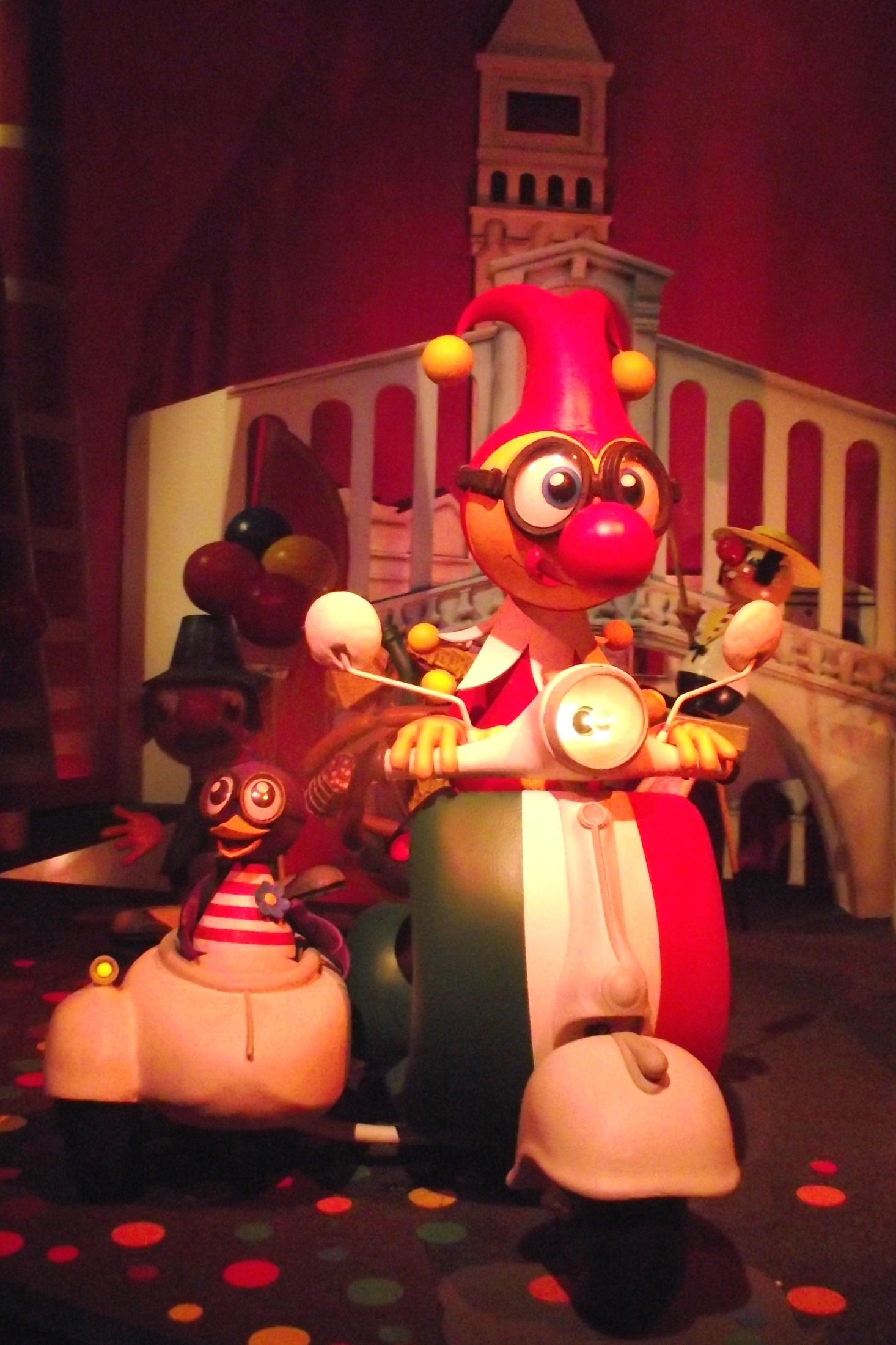
L'Italie avec l'actuel Jokie, 2012.

Ce qui suit dévoile des moments clés du parcours.
- Pays-Bas. Le trajet commence par ce pays et plus particulièrement par la « Chorale de grenouilles ». Viennent alors des moulins à vent mais aussi des fermiers dansants en costumes typiques chaussés de sabots en bois ainsi que des animaux, un épouvantail, etc. Jokie et Jet sont représentés sur un vélo.
- Belgique. Jokie est au centre d'une fontaine entouré de plusieurs miroirs étroits.
- Monaco. Les habitants dansent autour d'un grand soleil avec des palmiers en arrière-plan.
- France. Le parcours se poursuit avec Pigalle et son Moulin Rouge. Devant celui-ci, le visiteur voit trois danseuses de French cancan ainsi qu'un bistro parisien et sa terrasse.
- Royaume-Uni. Ici, Jokie survole la scène en avion. Les gardes royaux anglais typiques (Foot Guards) sont également représentes avec leurs grands couvre chef noir faits en poils d'ours. L’Écosse est présente grâce à un joueur de cornemuse en kilt.
- Allemagne. Les Allemands fêtent l'Oktoberfest en dansant en costumes typiques avec, à l’arrière-plan, une maison à colombages et un château dont les tours boivent de la bière. Jokie occupe une place centrale dans une voiture.
- Les Alpes. Dans ce tableau, les gens sont chaudement habillés et entourés de chamois, de bonshommes de neige et d’un drapeau suisse. Jokie est en mauvaise posture à la suite d'un accident de ski.
- Italie. Après l’Allemagne et les Alpes, le visiteur se retrouve tout naturellement en Italie. Jokie est aux commandes d'une vespa, certains personnages sont déguisés devant les gondoles de Venise et la tour de Pise.
- Japon. Le drapeau de ce pays est le signe que les passagers entrent en Asie. Ils y croiseront des japonais les saluant en costumes traditionnels, un combat de sumo et dans un pousse-pousse se trouvent Jokie et Jet.
- Chine. Des ombres chinoises précédent un dragon oriental ainsi que des artistes du cirque de Pékin maintenant en équilibre des assiettes sur des bâtons.
- Alaska. Cette scène représente une banquise avec des igloos, esquimaux, pingouins, ours blancs…
- Afrique. Le visiteur entre dans un nouveau continent, où il croise Jokie dans une jungle impénétrable. Des habitants en costumes traditionnels agitent des masques et jouent du tambour alors que des oiseaux colorés chantent. Juste à côté, une grande araignée descend grâce à son fil de la main d’un singe énorme.
- Mexique. Le voyage continue dans un nouveau pays où, coiffés d’un sombrero, les habitants jouent du cuatro sur un âne. Le grand personnage central joue des maracas.
- Hawaï. Dans ce dernier tableau, plusieurs femmes dansent avec une sorte de jupe hula (composée de paille) et coiffé d’une couronne de fleurs. Jokie habillé d'une hula est positionné sur une planche de surf.
- Scène finale. Une photo des visiteurs y est prise avant qu’un représentant de certains pays rencontrés salue les passagers. Le néerlandais avec Groeten aan de buren (Bonjour aux voisins), l’allemand avec Auf Wiedersehen, le français avec Au revoir, etc.[12],[9]

### Loeki le lion

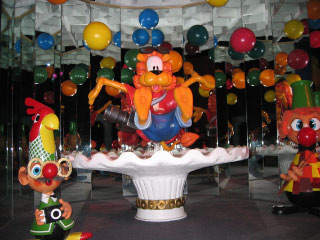
Loeki en Belgique.

Le 25 mars 2005, l’attraction ouvre avec une modification : l’arrivée du personnage de Loeki de Leeuw (« Loeki le lion » en français, prononcé Louki ou /luki/), créé par Joop Geesink. Son ami fidèle, Guusje le canari est aussi installé dans Carnaval Festival, mais pas forcément dans les mêmes scènes. Loeki est installé dans le chapeau du grand personnage au-dessus de l’entrée ainsi que dans toutes les scènes de l’attraction sauf Monaco, l’Allemagne (mais Guusje y est présent) et le Mexique.
Loeki est une marionnette qui présentait les publicités télévisées de 1972 à 2004 aux Pays-Bas. Elle est aussi connue en France car elle tenait le même rôle sur TF1 de 1975 à 1987, année de la privatisation de la chaîne. Les nostalgiques se souviennent de son célèbre « acheumeuneu ». En réalité, il dit alsjemenou en néerlandais et cela se prononce grosso modo « acheumeuneu ». C’est une expression des Pays-Bas qui exprime l’étonnement, l’équivalent du « M’enfin » de Gaston Lagaffe.
La saison 2012 voit le retrait du fameux lion. Jokie de Prrretneus revient au premier plan. Le 11 février est la date inaugurale du retour de Jokie en tant que mascotte principale de l'attraction.

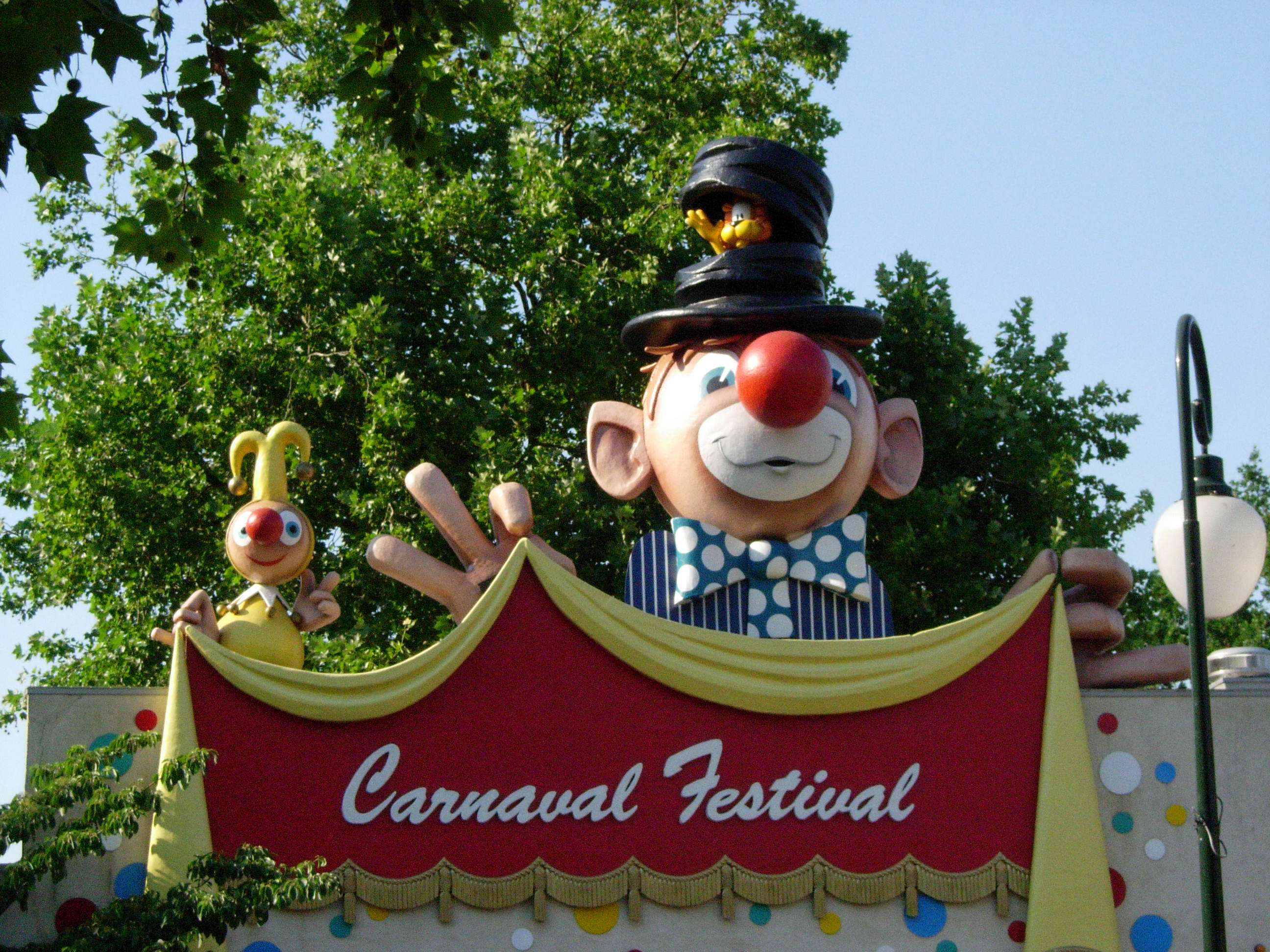
Dans le chapeau de l'enseigne
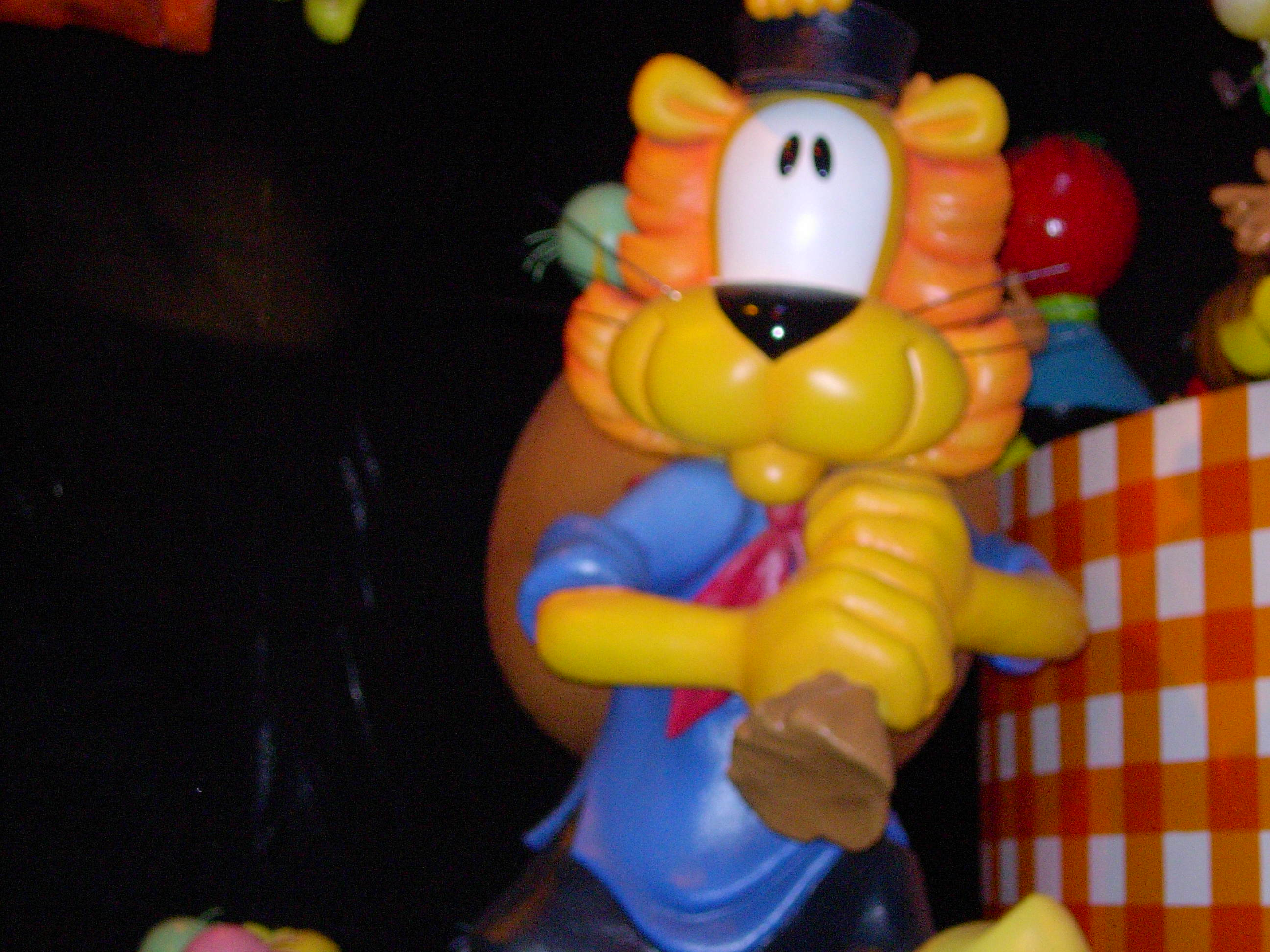
Aux Pays-Bas
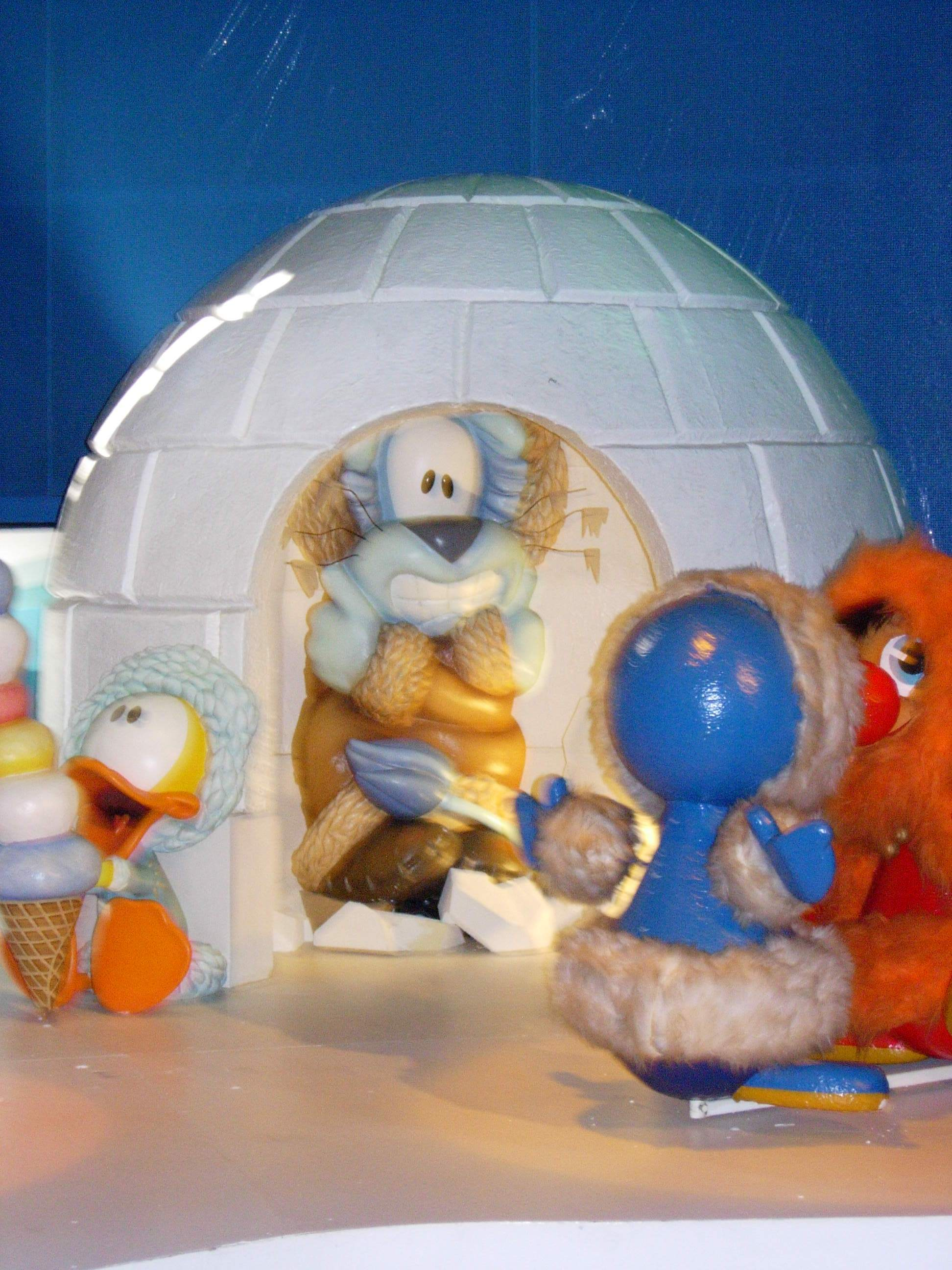
En Alaska
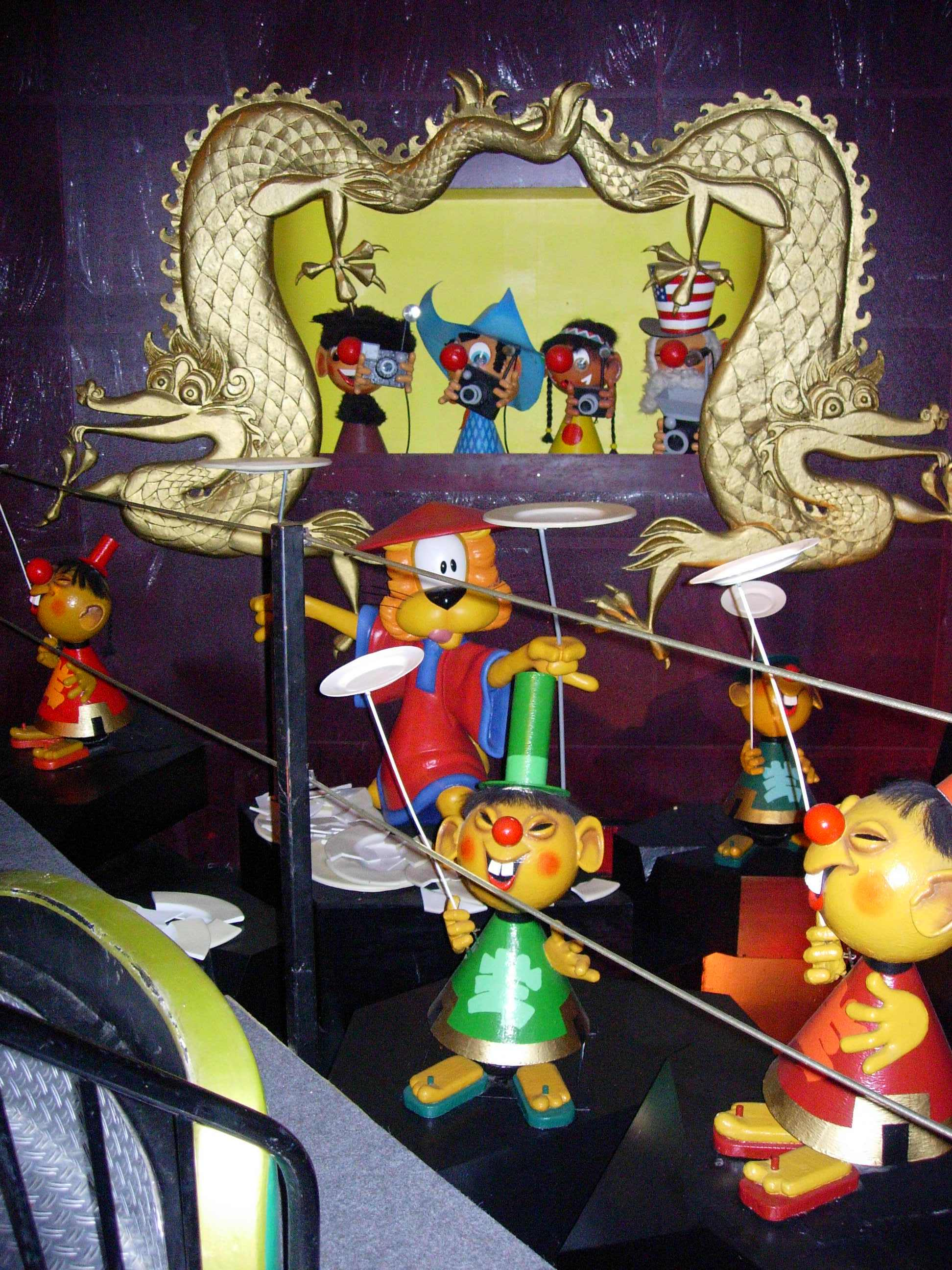
En Chine
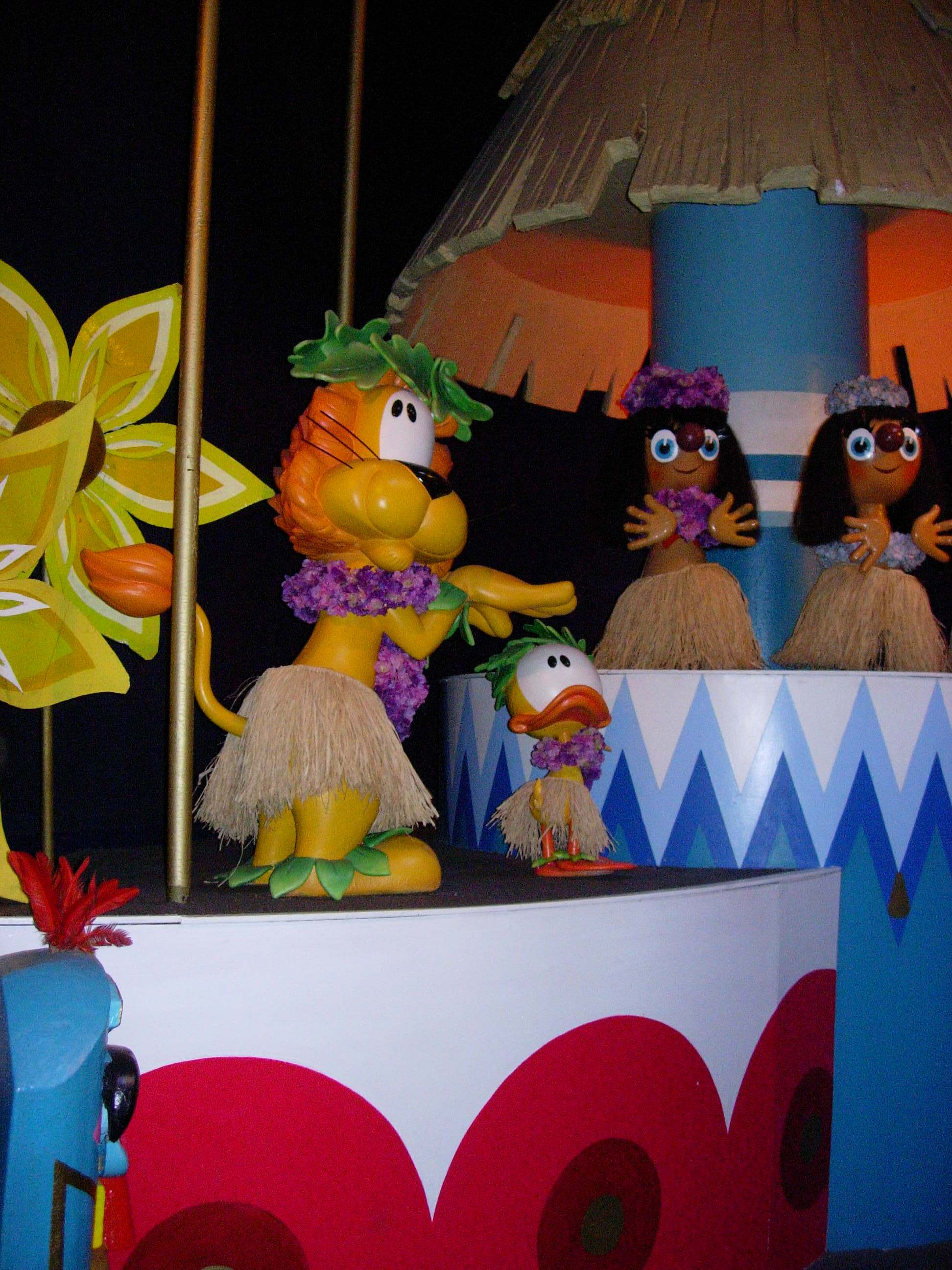
À Hawaï
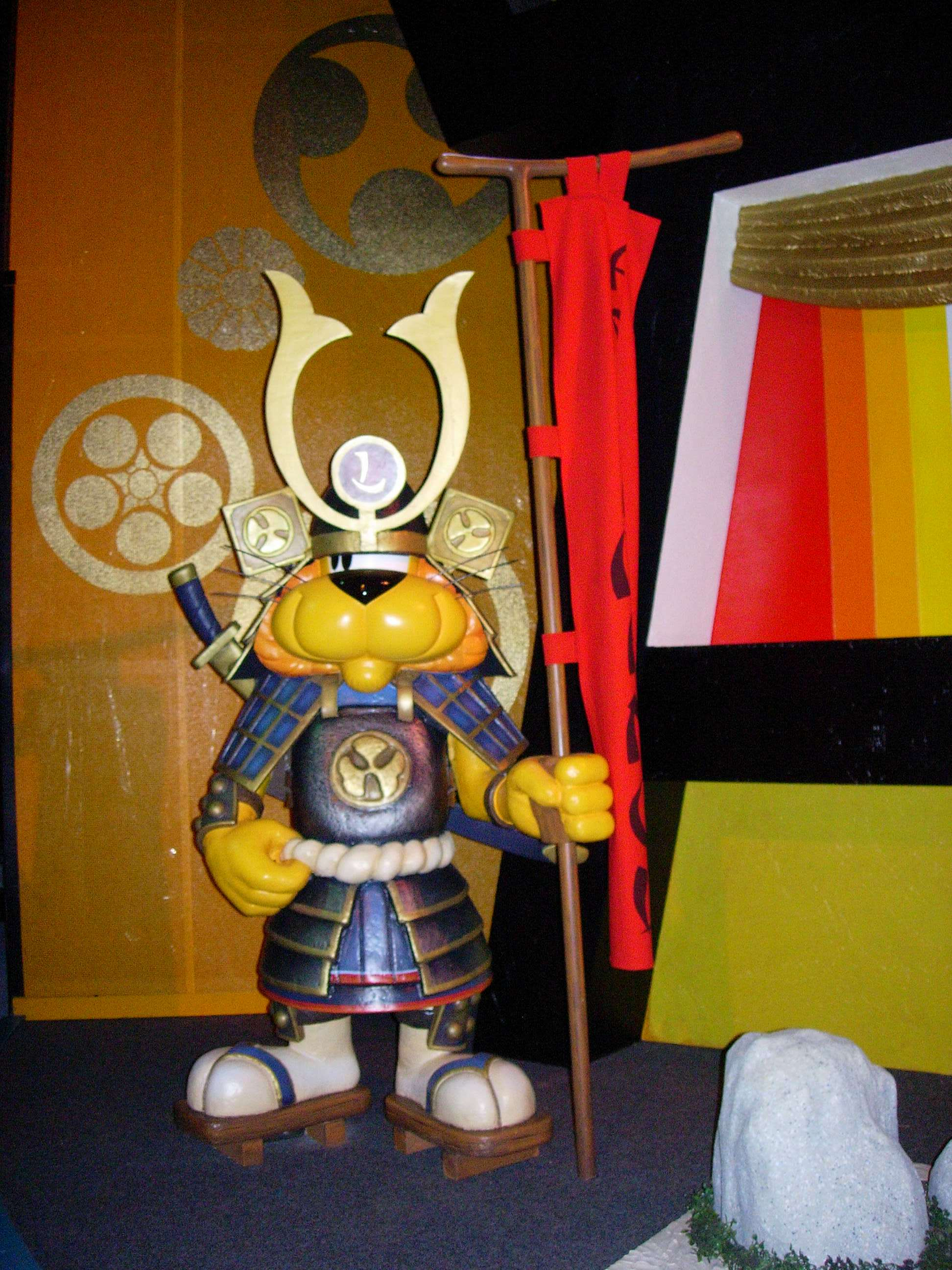
Au Japon
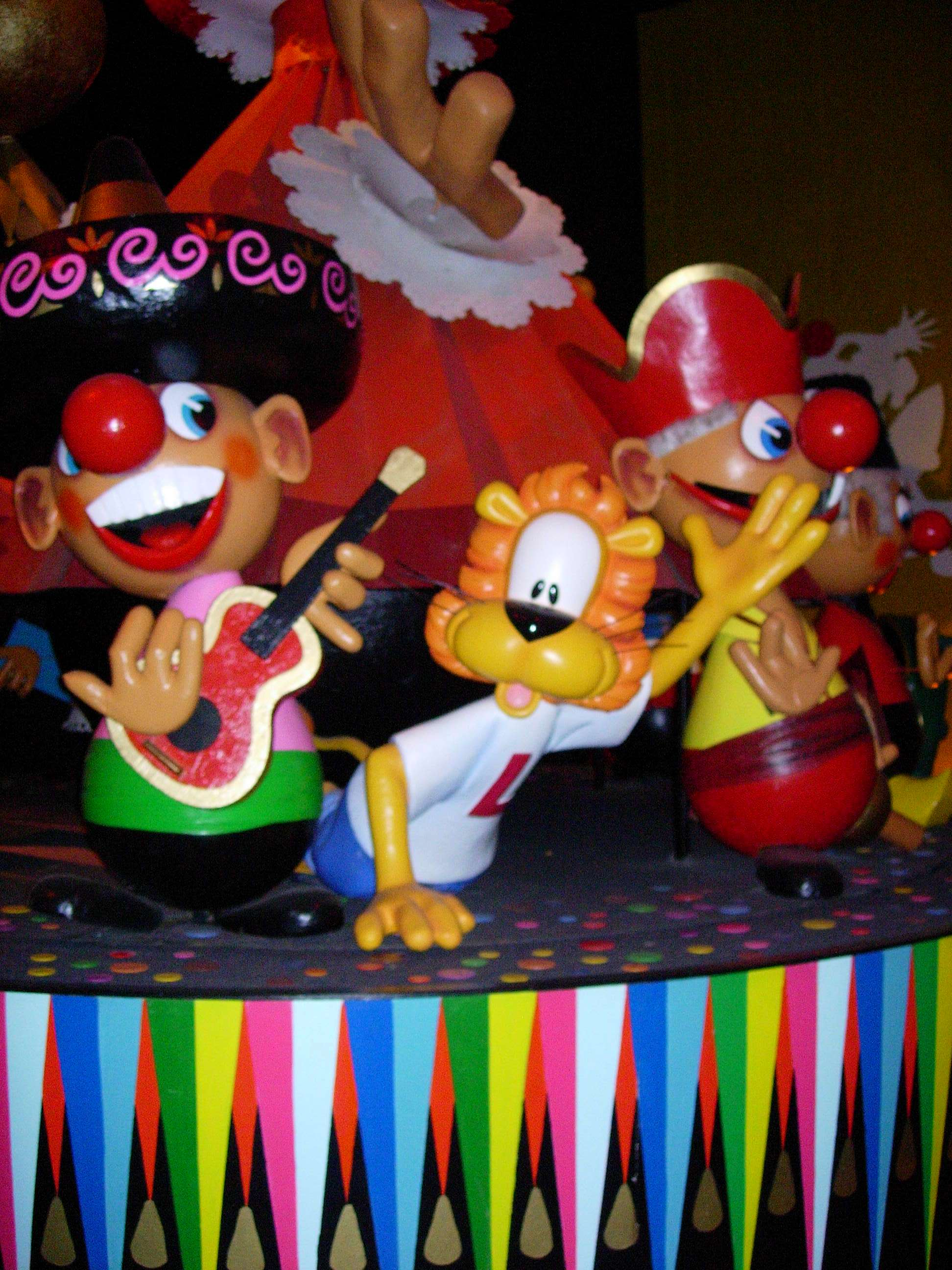
La dernière scène

### Données techniques
- Longueur : 240 mètres
- Vitesse : 1,8 km/h
- Durée : 8 minutes
- Coût : 4,5 millions d'euros (10 millions de florins)
- Capacité : 1 600 visiteurs par heure
- Durée de la bande-son : 11 min 50 s
- Nombre de personnages : 270
- Nombre de wagonnets : 118
- Capacité des wagonnets : 2 ou 3 personnes

### Musique
Pour la première fois, Efteling désira une création originale. La mélodie de base fut développée par Toon Hermans mais on doit le résultat final à Ruud Bos et Toon Hermans. C’est également Ruud Bos qui a composé les musiques de la Villa Volta, du Droomvlucht, du Vogel Rok et de Fata Morgana. Sept différentes déclinaisons varient en fonction du pays représenté dans la scène. L’instrument de base en est la principale différence : une mandoline, une cornemuse, un gong, etc. Cela semble simple mais le résultat est très entrainant. La bande-son est aujourd’hui numérisée.